# Nina Aleksandrovna Kapcova
Nina Aleksandrovna Kapcova (in russo Нина Александровна Капцова?; Rostov sul Don, 16 ottobre 1978) è un ballerina russa, prima ballerina del balletto Bol'šoj dal 2011 al 2017.

## Biografia
Nata a Roston sul Don, ha cominciato a studiare all'Accademia statale di coreografia di Mosca nel 1988. Dopo aver conseguito il diploma nel 1996 è stata immediatamente scritturata dal balletto Bol'šoj e nel 2000 è stata candidata al Prix Benois de la Danse per la sua Maša ne Lo schiaccianoci di Jurij Grigorovič, un ruolo entrato nel suo repertorio due anni prima. Nel 2011 è stata proclamata prima ballerina della compagnia. Nel 2017 è stata nuovamente candidata al Prix Benois per Just a Short Time Together di Sol León e Paul Lightfoot.
Nei suoi oltre vent'anni con la compagnia ha danzato molti dei grandi ruoli del repertorio femminile, tra cui Tat'jana in Onegin (Cranko), Aurora ne La bella addormentata (Grigorovič), le eponime protagoniste di Giselle (Grigorovič) e La Sylphide (Bournonville; Kobborg), Frigia in Spartak (Grigorovič), Giulietta nel Romeo e Giulietta (Grigorovič), Swanilda in Coppélia (Vicharev), Kitri in Don Chisciotte (Fadeečev), Gulnara ne Le Corsaire (Ratmanskij), la ballerina ne Il pomeriggio di un fauno (Robbins) e Petruška (Vicharev) e Rubies, Emeralds and Diamonds in Jewels (Balanchine).